# Три отрока в пещи огненной
Три отрока в пещи огненной или Вавилонские отроки — сюжет Книги пророка Даниила (Дан. 1:7, 3:24 - 95 (синод. перевод) (VI век до н. э.) о иудейских юношах в Вавилонском пленении  по имени Ана́ния, Аза́рия и Мисаи́л (ивр. חֲנַנְיָה‎ Хананья, ивр. עֲזַרְיָה‎ Азарья, ивр. מִישָׁאֵל‎ Мишаэль, др.-греч. Ἀνανίας, Ἀζαρίας καὶ Μισαὴλ), где им дали имена Седра́х, Миса́х и Авденаго́ (ивр. שַׁדְרַך Шадрах, מֵישַׁך Мейшах, עֲבֵד נְגוֹ Авед-Него‎). Согласно тексту книги (Дан. 3:24 - 95), эти друзья пророка Даниила были брошены в огненную печь по приказу царя Навуходоносора за отказ поклониться идолу, но были сохранены архангелом Михаилом и вышли оттуда невредимыми.
Септуагинта (древнегреческий текст Ветхого Завета) и синодальный перевод Библии содержат расширенный, по сравнению с древнееврейским (масоретским) текстом, вариант изложения. Дополнительный фрагмент иногда называют «Песнью трёх отроков» и в традиции иудаизма рассматривают как апокрифическое прибавление. Этот фрагмент (Дан. 3:24-90) входит в библейский канон исторических церквей, а также используется в православной гимнографии, но по причине отсутствия в оригинальном еврейском тексте, был отвергнут в протестантизме.
Память трём отрокам в православной церкви совершается 17 декабря (30 декабря), а также (неявно) в Неделю святых праотец.

## Библейский рассказ
Повествование о «трёх отроках в пещи огненной» содержится в третьей  главе «Книги пророка Даниила» (см. Дан. 3:20 - 95, синод пер.).
Эту же историю без каких-либо серьёзных изменений пересказывает Иосиф Флавий в «Иудейских древностях».

### Начало придворной карьеры
Анания, Азария, Мисаил и их товарищ Даниил, от лица которого написана большая часть этой библейской книги, в период вавилонского плена входили в число знатных иудейских юношей, приближённых царём Навуходоносором II ко двору.

И сказал царь Асфеназу, начальнику евнухов своих, чтобы он из сынов Израилевых, из рода царского и княжеского, привёл отроков, у которых нет никакого телесного недостатка, красивых видом, и понятливых для всякой науки, и разумеющих науки, и смышлёных и годных служить в чертогах царских, и чтобы научил их книгам и языку Халдейскому. И назначил им царь ежедневную пищу с царского стола и вино, которое сам пил, и велел воспитывать их три года, по истечении которых они должны были предстать пред царя. Между ними были из сынов Иудиных Даниил, Анания, Мисаил и Азария. И переименовал их начальник евнухов — Даниила Валтасаром, Ананию Седрахом, Мисаила Мисахом и Азарию Авденаго.
— Дан. 1:3—8

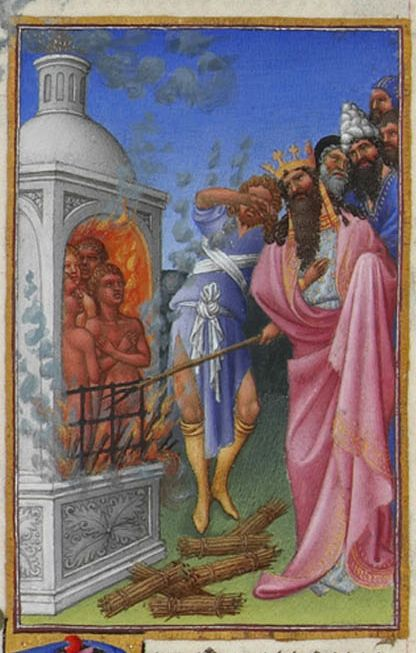
Миниатюра из «Великолепного часослова герцога Беррийского»

Четыре отрока, хотя они должны были есть еду с царского стола, не стали осквернять себя ею. Обеспокоенный начальник евнухов через некоторое время убедился, что всё равно юноши оказываются красивее прочих, кто ел царскую еду. Через три года они предстали перед царём, и он убедился в их превосходстве перед остальными: «о чём ни спрашивал их царь, он находил их в десять раз выше всех тайноведцев и волхвов, какие были во всём царстве его». Товарищи заняли место при дворе.
Во второй год царствования Навуходоносора ему приснился сон, и он приказал, чтобы мудрецы истолковали его. На просьбу мудрецов рассказать хотя бы содержание сна царь ответил, что если они мудрецы, то должны и сами догадаться, о чём был сон, и истолковать его. В противном случае он прикажет казнить их всех. Угроза смерти нависла и над четверыми иудеями, но Бог поведал Даниилу, что царю приснился колосс на глиняных ногах. После успешного толкования царь поставил Даниила «над всею областью Вавилонскою и главным начальником над всеми мудрецами Вавилонскими», а трое его друзей были поставлены «над делами страны Вавилонской» (Дан. 2:49).

### Чудо в огненной печи
Третья глава «Книги пророка Даниила» содержит непосредственный рассказ о прославившем отроков чуде. Создав золотого истукана, царь повелел всем своим подданным поклониться ему, как только они услышат звуки музыкальных инструментов, под страхом смерти от сожжения. Трое иудеев не сделали этого (так как это было противно их вере), о чём их враги незамедлительно донесли царю. Навуходоносор ещё раз приказал им поклониться идолу, но Анания, Мисаил и Азария отказались, заявив: «Бог наш, Которому мы служим, силён спасти нас от печи, раскалённой огнём, и от руки твоей, царь, избавит» (Дан. 3:17), после чего Навуходоносор отдал приказ об их казни, и юношей бросили в жарко истопленную печь.

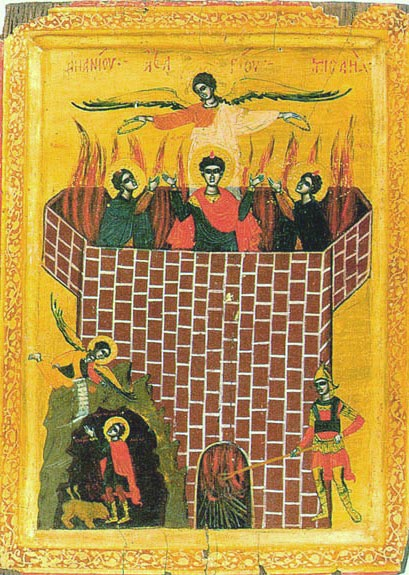
«Архангел Михаил и три отрока в пещи огненной», икона

И как повеление царя было строго, и печь раскалена была чрезвычайно, то пламя огня убило тех людей, которые бросали Седраха, Мисаха и Авденаго. А сии три мужа, Седрах, Мисах и Авденаго, упали в раскалённую огнём печь связанные. [И ходили посреди пламени, воспевая Бога и благословляя Господа. И став Азария молился и, открыв уста свои среди огня, возгласил: «Благословен Ты, Господи Боже отцов наших, хвально и прославлено имя Твоё вовеки<…>».
А между тем слуги царя, ввергшие их, не переставали разжигать печь нефтью, смолою, паклею и хворостом, и поднимался пламень над печью на сорок девять локтей и вырывался, и сожигал тех из Халдеев, которых достигал около печи. Но Ангел Господень сошёл в печь вместе с Азариею и бывшими с ним и выбросил пламень огня из печи, и сделал, что в средине печи был как бы шумящий влажный ветер, и огонь нисколько не прикоснулся к ним, и не повредил им, и не смутил их. Тогда сии трое, как бы одними устами, воспели в печи, и благословили и прославили Бога.
— Дан. 3:22—26, 46—51
Христианская традиция считает, что ангелом, сохранившим отроков, был архангел Михаил. После явления ангела отроки «как бы одними устами, воспели в печи, и благословили и прославили Бога». Текст «Славословия трёх юношей» также приводится в третьей главе «Книги пророка Даниила» (Дан. 3:52—90) (см. ниже).
Навуходоносор изумлённо рассмотрев, что творится в пламени, воскликнул: «не троих ли мужей бросили мы в огонь связанными? <…> Вот, я вижу четырёх мужей несвязанных, ходящих среди огня, и нет им вреда; и вид четвёртого подобен сыну Божию» (Дан. 3:91—92). После чего приказал прекратить казнь. Когда трое отроков вышли из печи, приближённые царя убедились, «что над телами мужей сих огонь не имел силы, и волосы на голове не опалены, и одежды их не изменились, и даже запаха огня не было от них» (Дан. 3:94). После чего Навуходоносор, изумлённый властью Бога, который умеет так спасать верующих в него, воздал Ему хвалу: «благословен Бог Седраха, Мисаха и Авденаго» (Дан. 3:95), — снова возвысил этих трёх иудеев (Дан. 3:97) и возвестил «всем народам, племенам и языкам» о знамениях и чудесах Всевышнего Бога (Дан. 3:98—100). На этом рассказ о трёх отроках в «Книге пророка Даниила» заканчивается.

### Песнь трёх отроков

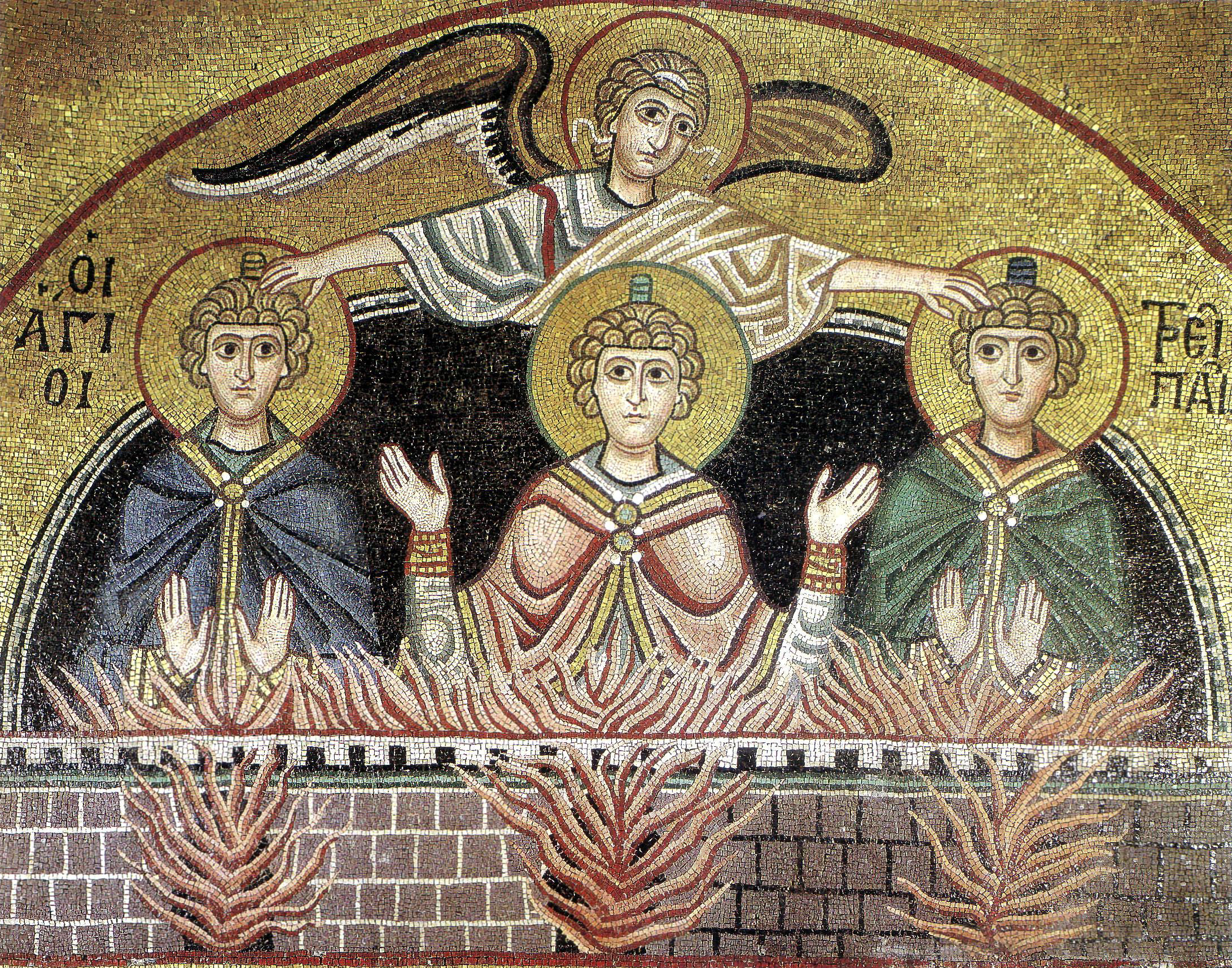
Ангел, покрывающий отроков своими крыльями. Мозаика в монастыре Осиос Лукас, XII век

«Песнь трёх отроков» (Дан. 3:24-90) распадается на три части: «Молитва Азарии», рассказ о чудесном спасении и «Славословие трёх юношей по случаю их спасения». В традиции иудаизма рассматривается как «одно из трёх апокрифических прибавлений к „Книге Даниила“, сохранившихся только в греческой Библии и в переводах с греческого». Что касается христианства, то этот текст был отвергнут протестантизмом.
Несторианская и малабарская христианские традиции признают каноничность этих текстов; они присутствуют в саидском, эфиопском, старолатинском и других переводах Священного Писания, а Четвёртый Толедский собор 633 года отмечает, что пение на воскресных службах и на праздники мучеников песни отроков является «древним обычаем», принятым во всем мире.
Эта песнь содержит 67 стихов и помещена между 23-м и 24-м стихами еврейского масоретского текста 3-й главы «Книги пророка Даниила», которым в русском тексте соответствуют 23-й и 91-й стихи.
В Синодальном переводе добавления или альтернативные варианты изложения, взятые из Септуагинты (греческого текста Ветхого Завета), выделяются квадратными скобками; отдельные словосочетания добавлены также в стихи 91, 95 и 97 той же третьей главы.

Глава 3. «…23 А сии три мужа, Седрах, Мисах и Авденаго, упали в раскалённую огнём печь связанные.
«Песнь трёх отроков» (стихи 24—91)
24 [И ходили посреди пламени, воспевая Бога и благословляя Господа. 25 И став Азария молился и, открыв уста свои среди огня, возгласил:
26 „Благословен Ты, Господи Боже отцов наших, хвально и прославлено имя Твое вовеки.

27 Ибо праведен Ты во всем, что соделал с нами, и все дела Твои истинны и пути Твои правы, и все суды Твои истинны.

28 Ты совершил истинные суды во всем, что навёл на нас и на святый град отцов наших Иерусалим, потому что по истине и по суду навёл Ты все это на нас за грехи наши.

29 Ибо согрешили мы, и поступили беззаконно, отступив от Тебя, и во всем согрешили.

30 Заповедей Твоих не слушали и не соблюдали их, и не поступали, как Ты повелел нам, чтобы благо нам было.

31 И все, что Ты навёл на нас, и все, что Ты соделал с нами, соделал по истинному суду.

32 И предал нас в руки врагов беззаконных, ненавистнейших отступников, и царю неправосудному и злейшему на всей земле.

33 И ныне мы не можем открыть уст наших; мы сделались стыдом и поношением для рабов Твоих и чтущих Тебя.

34 Но не предай нас навсегда ради имени Твоего, и не разруши завета Твоего.

35 Не отними от нас милости Твоей ради Авраама, возлюбленного Тобою, ради Исаака, раба Твоего, и Израиля, святаго Твоего,

36 которым Ты говорил, что умножишь семя их, как звезды небесные и как песок на берегу моря.

37 Мы умалены, Господи, паче всех народов, и унижены ныне на всей земле за грехи наши,

38 и нет у нас в настоящее время ни князя, ни пророка, ни вождя, ни всесожжения, ни жертвы, ни приношения, ни фимиама, ни места, чтобы нам принести жертву Тебе и обрести милость Твою.

39 Но с сокрушённым сердцем и смиренным духом да будем приняты.

40 Как при всесожжении овнов и тельцов и как при тысячах тучных агнцев, так да будет жертва наша пред Тобою ныне благоугодною Тебе; ибо нет стыда уповающим на Тебя.

41 И ныне мы следуем за Тобою всем сердцем и боимся Тебя и ищем лица Твоего.

42 Не посрами нас, но сотвори с нами по снисхождению Твоему и по множеству милости Твоей

43 и избави нас силою чудес Твоих, и дай славу имени Твоему, Господи,

44 и да постыдятся все, делающие рабам Твоим зло, и да постыдятся со всем могуществом, и сила их да сокрушится,

45 и да познают, что Ты Господь Бог един и славен по всей вселенной“.
46 А между тем слуги царя, ввергшие их, не переставали разжигать печь нефтью, смолою, паклею и хворостом, 47 и поднимался пламень над печью на сорок девять локтей 48 и вырывался, и сожигал тех из Халдеев, которых достигал около печи. 49 Но Ангел Господень сошёл в печь вместе с Азариею и бывшими с ним 50 и выбросил пламень огня из печи, и сделал, что в средине печи был как бы шумящий влажный ветер, и огонь нисколько не прикоснулся к ним, и не повредил им, и не смутил их. 51 Тогда сии трое, как бы одними устами, воспели в печи, и благословили и прославили Бога:
52 „Благословен Ты, Господи Боже отцов наших, и хвальный и превозносимый вовеки, и благословенно имя славы Твоей, святое и прехвальное и превозносимое во веки.

53 Благословен Ты в храме святой славы Твоей, и прехвальный и преславный во веки.

54 Благословен Ты, видящий бездны, восседающий на Херувимах, и прехвальный и превозносимый во веки.

55 Благословен Ты на престоле славы царства Твоего, и прехвальный и превозносимый во веки.

56 Благословен Ты на тверди небесной, и прехвальный и превозносимый во веки.

57 Благословите, все дела Господни. Господа, пойте и превозносите Его во веки.

58 Благословите, Ангелы Господни, Господа, пойте и превозносите Его вовеки.

59 Благословите, небеса, Господа, пойте и превозносите Его во веки.

60 Благословите Господа, все воды, которые превыше небес, пойте и превозносите Его во веки.

61 Благословите, все силы Господни, Господа, пойте и превозносите Его во веки.

62 Благословите, солнце и луна, Господа, пойте и превозносите Его во веки.

63 Благословите, звезды небесные, Господа, пойте и превозносите Его во веки.

64 Благословите, всякий дождь и роса, Господа, пойте и превозносите Его во веки.

65 Благословите, все ветры, Господа, пойте и превозносите Его во веки.

66 Благословите, огонь и жар, Господа, пойте и превозносите Его во веки.

67 Благословите, холод и зной, Господа, пойте и превозносите Его во веки.

68 Благословите, росы и инеи, Господа, пойте и превозносите Его во веки.

69 Благословите, ночи и дни, Господа, пойте и превозносите Его во веки.

70 Благословите, свет и тьма, Господа, пойте и превозносите Его во веки.

71 Благословите, лед и мороз, Господа, пойте и превозносите Его во веки.

72 Благословите, иней и снег, Господа, пойте и превозносите Его во веки.

73 Благословите, молнии и облака, Господа, пойте и превозносите Его во веки.

74 Да благословит земля Господа, да поёт и превозносит Его во веки.

75 Благословите, горы и холмы, Господа, пойте и превозносите Его во веки.

76 Благословите Господа, все произрастания на земле, пойте и превозносите Его во веки.

77 Благословите, источники, Господа, пойте и превозносите Его во веки.

78 Благословите, моря и реки, Господа, пойте и превозносите Его во веки.

79 Благословите Господа, киты и все, движущееся в водах, пойте и превозносите Его во веки.

80 Благословите, все птицы небесные, Господа, пойте и превозносите Его во веки.

81 Благословите Господа, звери и весь скот, пойте и превозносите Его во веки.

82 Благословите, сыны человеческие, Господа, пойте и превозносите Его во веки.

83 Благослови, Израиль, Господа, пой и превозноси Его во веки.

84 Благословите, священники Господни, Господа, пойте и превозносите Его во веки.

85 Благословите, рабы Господни, Господа, пойте и превозносите Его во веки.

86 Благословите, духи и души праведных, Господа, пойте и превозносите Его во веки.

87 Благословите, праведные и смиренные сердцем, Господа, пойте и превозносите Его во веки.

88 Благословите, Анания, Азария и Мисаил, Господа, пойте и превозносите Его во веки; ибо Он извлек нас из ада и спас нас от руки смерти, и избавил нас из среды печи горящего пламени, и из среды огня избавил нас.

89 Славьте Господа, ибо Он благ, ибо вовек милость Его.

90 Благословите, все чтущие Господа, Бога богов, пойте и славьте, ибо вовек милость Его“.]

91 Навуходоносор царь, [услышав, что они поют,] изумился, и поспешно встал, и сказал вельможам своим: не троих ли мужей бросили мы в огонь связанными? Они в ответ сказали царю: истинно так, царь!„ (…) 95 Тогда Навуходоносор сказал: благословен Бог Седраха, Мисаха и Авденаго, Который послал Ангела Своего и избавил рабов Своих, которые надеялись на Него и не послушались царского повеления, и предали тела свои [огню], чтобы не служить и не поклоняться иному богу, кроме Бога своего!.. (…) 97 Тогда царь возвысил Седраха, Мисаха и Авденаго в стране Вавилонской [и возвеличил их и удостоил их начальства над прочими Иудеями в его царстве].“»

По мнению некоторых представителей традиции иудаизма, «Песнь трёх отроков» выделяется из числа добавлений, которыми снабжена «Книга пророка Даниила» («Сусанна», «Бел и Дракон» и «Песнь трёх отроков»), наиболее тесной логической связью с масоретским текстом: «Молитва Азарии является по смыслу молитвой всего еврейского народа, наказанного и кающегося».

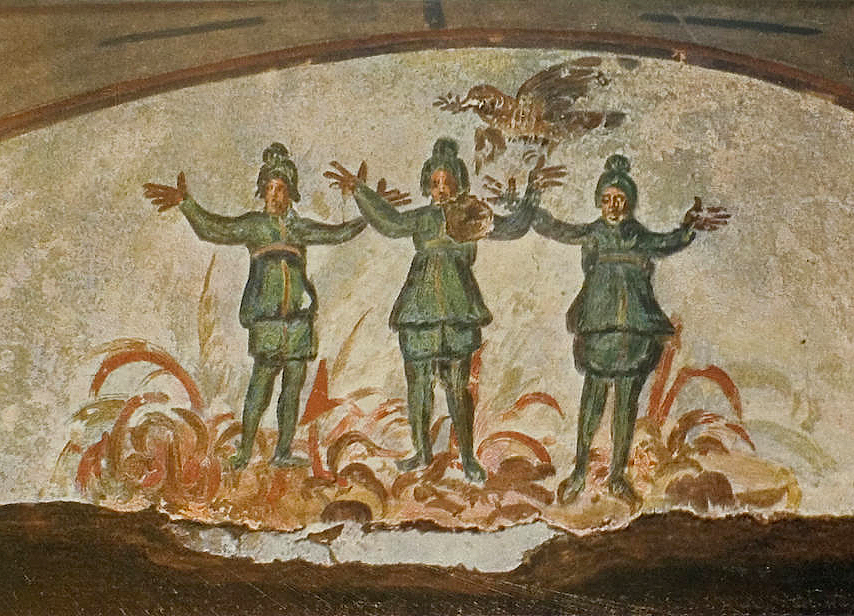
Раннехристианская катакомбная фреска, IV век, Катакомбы Присциллы

В Александрийском кодексе Септуагинты это прибавление образует две песни и вместе с двенадцатью другими песнями приложено к Псалмам: 9-я и 10-я песни этого прибавления носят заглавия: Προσευχή Άζαρίου («Молитва Азарии») И Υμνος των πατέρων ημών («Молитва наших отцов»). Кроме того, эта Песнь имеется ещё в переводе Феодотиона, мало отличающемся от Септуагинты
Брокгауз пишет: «полное отсутствие этой Песни в еврейской древней литературе свидетельствует, что в оригинальном тексте „Даниила“ её не было. Добавление было вызвано естественным желанием расширить народное сказание: такое чрезвычайное событие, как пребывание в огненной печи, не могло не сопровождаться молитвой и благодарным прославлением за спасение. Материал был взят из народных преданий: так, об охлаждённой печи упоминается в Пес., 118а. Из приведённых в ст. 38 слов: „В то время не было пророка, вождя и жертвоприношений“ — можно предположить, что Молитва Азарии составлена во время гонений Антиоха и осквернения им храма, около 168—165 гг. до Рождества Христова; в Славословии имеются ссылки на священников и храмовых служителей; эти ссылки вызывают предположение, что Славословие написано по очищении храма, около 164 г. Разумеется, эти предположения спорны, как спорен также вопрос о том, является ли Песнь оригинальным греческим произведением или переводом с еврейского или арамейского. Эйхгорн во 2-м издании „Einleitung in die Apokr. Schriften“, стр. 419 и след., на основании разбора стиля и тона Песни, а также на основании некоторых филологических сопоставлений, высказывает предположение, что Песнь является переводом — и переводом с еврейского, а не арамейского. Но доказательства автора нельзя считать неопровержимыми; можно только с некоторой долею вероятности утверждать, что имелся такой перевод. В еврейской талмудической литературе Песнь вовсе игнорируется; Балл приводит много цитат из библейских частей Даниила, 3 в раввинской литературе, но он не нашёл ни одного из данного апокрифа. В христианской богословской литературе было много споров относительно значения этого апокрифа: признанный каноническим на вселенских соборах, он был отвергнут протестантством».
Вескими аргументами в пользу поздней вставки этих отрывков является отсутствие их в Кумранских рукописях, и в пересказе истории Иосифом Флавием. Православная энциклопедия указывает, что «Молитва Азарии» по своей структуре является типичной для Ветхого Завета, а по содержанию напоминает молитвы Соломона (3 Цар 8. 46—51) и Даниила (Дан 9).

### Дальнейшая судьба
Согласно мидрашу Даниил и друзья его Анания, Азария и Мисаил дожили до глубокой старости и скончались в плену.
По мнению святителя Кирилла Александрийского, святые Анания, Азария и Мисаил были обезглавлены по повелению персидского царя Камбиза.
В кратком житии отроков, изложенном в Синаксаре Константинопольской Церкви сообщается, что отроки воскресли вместе со Христом, но со временем умерли.
При императоре Льве I (457—474 гг.) состоялось перенесение их мощей из Вавилонии в Константинополь. По другому преданию (ислам), гробницы пророка Даниила и отроков находятся в Киркуке (Ирак).

## Анализ библейского текста
О сложности сложения данного сюжета свидетельствует то, что вавилонские имена, данные иудеям, изначально принадлежали местным богам или же жителям, то есть, существует возможность, что тема с неудавшимся сожжением трёх персонажей в огне была иудейской мифологией заимствована, как и некоторые другие, из вавилонской, с сохранением имён первоначальных героев, приложенных к Анании, Мишаэлю и Азарии с объяснением обрядом переименования.
Фольклористы отмечают родство сюжета огненной печи с распространённым среди многих народов мифологическим сюжетом «огненного закаливания» (закаливание Деметрой-служанкой младенца Демофонта в очаге, один из вариантов закаливания Фетидой Ахилла — в огне, печь Бабы-Яги, которая позволяет Иванушке и прочим не умереть, а набраться сил, чтобы сокрушить старуху, и проч.). Исследователи предполагают, что корнем этих мотивов является древний (недошедший) обряд инициации огнём — испытание, закаливание, наделяющее подростка качествами мужчины.

### Перемена имени отроков
Отроки отзывались на наречённые им имена при общении с язычниками, но сохраняли свои первоначальные имена в общении между собой и с соплеменниками (см. например Дан. 2:17). Имя самого пророка Даниила было заменено на Валтасар.
По древневосточным взглядам перемена имени связана с переменой жизни. По толкованию богословов, наречение Навуходоносором иудейских отроков языческими именами было обусловлено целью привить им поклонение вавилонским богам (по замыслу царя весь пленённый еврейский народ должен был в перспективе принять язычество — ср. Дан. 3:4–6).
| Еврейское имя                              | Языческое имя                                               | Комментарий |
| ------------------------------------------ | ----------------------------------------------------------- | --- |
| Хана́ния (ивр. חֲנַנְיָה‎ — «милость Господня»)  | Шадра́х (аккадское имя, ивр. שַׁדְרַךְ‎ — «постановления Аку»)     | Имя дано в честь шумерского божества мировых вод, мудрости и судьбы Энки, чьё имя в поздневавилонской традиции могло читаться как «Аку», хотя обычно произносилось как «Эйа».                                                                       |
| Мишаэ́ль (ивр. מִישָׁאֵל‎ — «Тот, кто есть Бог») | Мейша́х (аккадское имя, ивр. מֵישַׁךְ‎ — «тот, кто есть Аку»)     | Имя дано в честь описанного выше шумерского божества Энки. |
| Аза́рйа (ивр. עֲזַרְיָה‎ — «помощь Господня»)    | Авед-Него (халдейское имя, ивр. עֲבֵד־נְגוֹ‎ — «служитель Него») | Имя дано в честь шумеро-аккадского божества подземного мира Нергала, но, возможно, имеется в виду Нево (Набу) — бог-писец, покровитель книжности, по имени которого был назван и сам Навуходоносор (Набу-кудурри-уцур — «Набу, оберегай мой удел»). |

## Богословское толкование

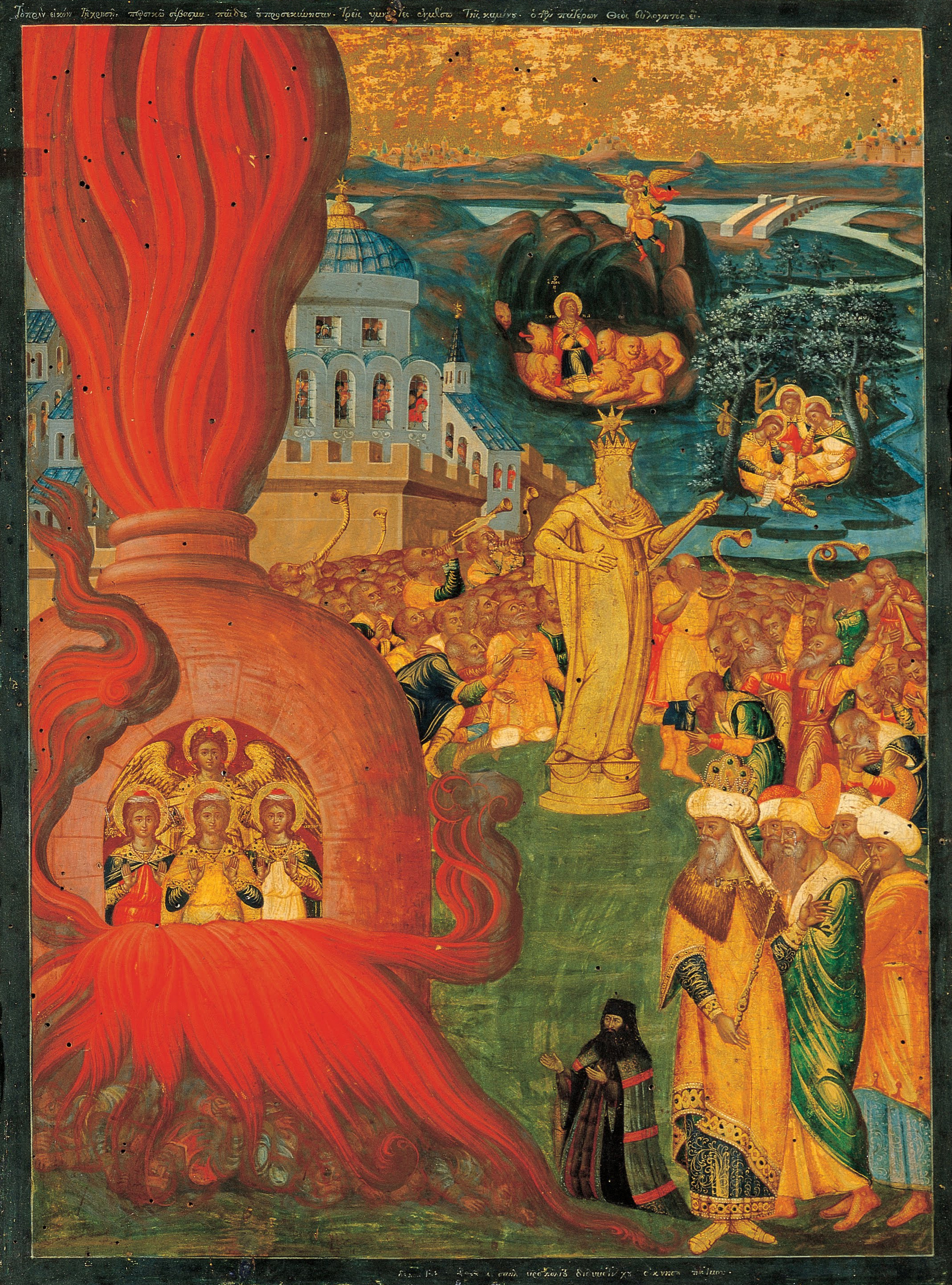
Греческая икона XVIII века, наполненная множеством деталей. Иконописец Адрианополитис Константинос

Рассмотрение истории трёх отроков встречается уже у раннехристианских богословов. Так Киприан Карфагенский (первая половина III века) в своём сочинении о мученичестве ставит отроков в пример, считая, что они «несмотря на свою молодость и стеснённое положение в плену, силою веры победили царя в самом царстве его… Они верили, что могут избегнуть смерти по вере своей…».
Иоанн Златоуст в своём сочинении «Слово о трёх отроках и о печи вавилонской» подчёркивает, что отроки идя в печь не искушали Бога, надеясь на непременное избавление, но в доказательство, что они не за плату служат Богу, но чистосердечно исповедуют истину. Также святитель отмечает, что отсутствие в печи Даниила было особым промыслом Божьим:

После истолкования Даниилом царского сна царь воздал ему поклонение как богу и почтил его именем Валтасара, производным от имени вавилонского бога. Так вот, чтобы не подумали, что этим именно божественным по их мнению именем Валтасара побеждается сила огня, Бог устроил так, что Даниил не присутствовал при этом, чтобы чудо благочестия не потерпело ущерба.
— Иоанн Златоуст, «Слово о трёх отроках и о печи вавилонской»
Св. Василий Великий в своём «Слове о Святом Духе» в главе о современном ему состоянии церкви ставит вавилонским отрокам в заслугу, что они будучи одни среди иноверцев не рассуждали о своей малочисленности, но «они и среди пламени песнословили Бога, не рассуждая о множестве отметающих истину, но довольствуясь друг другом, когда их было трое».
Св. Григорий Богослов приводит отроков как образец должного состояния священников: «Дерзновенно подойдя под иго Священства, право твори пути свои и право правь слово истины, со страхом и трепетом творя этим своё спасение. Ибо Бог наш есть Огонь поядающий, и если ты коснёшься Его как золото или серебро, то не бойся сожжения, подобно вавилонским отрокам в печи. Если же ты из травы и тростника — из горючего вещества, как мудрствующий о земном, то бойся, чтобы не сжёг тебя Небесный Огонь».

## В Православной церкви

### Пение отроков
Благодарственная песнь отроков («Молитва святых трёх отроков») вошла в состав христианской гимнографии уже с IV—V веков. Афанасий Александрийский (IV век) упоминает о пении на Пасху песней Моисея из библейской книги "Исход" и вавилонских отроков.
Псевдо-Афанасий в сочинении «О девстве» (IV век) указывает на включение песни трёх отроков в состав утрени.
Собрание библейских песен начиная с ранних византийских рукописей выступает как дополнение к Псалтири. По древней Константинопольской практике Псалтирь была разбита на 76 антифонов и 12 библейских песен (в них входила и песнь вавилонских отроков, которая пелась ежедневно), начиная с VII века (иерусалимская традиция) число библейских песен было сокращено до девяти, но песнь вавилонских отроков в ней осталась и помещается под номером семь.
В богослужебной практике библейские песни употребляются как прокимны. Прокимен из песни вавилонских отроков («Песнь отцев») поётся:
- в 1-ю неделю (воскресный день) Великого поста (Торжество православия, воспоминание победы над иконоборцами и память святых пророков);
- в 7-ю неделю (воскресный день) по Пасхе (память отцов 1-го Вселенского Собора);
- в неделю (воскресный день) после 16 июля (память отцов первых шести Вселенских Соборов);
- в неделю (воскресный день) после 11 октября (память отцов 7-го Вселенского Собора);
- в Недели праотцев и отцев перед Рождеством Христовым.

Текст песни, употребляемой в богослужении, не идентичен тексту из «Книги пророка Даниила»: песнь представляет собой краткий пересказ истории ввержения отроков в печь и их чудесного избавления от смерти с добавлением благодарственных молитв.
Песня трёх отроков также является прообразом для ирмосов 7-й и 8-й песней канона утрени. Характерные примеры:
- «Росодательную убо пещь содела Ангел преподобным отроком, халдеи же опаляюще веление Божие, мучителя увеща вопити: Благословен еси Боже отец наших» (ирмос 7-й песни воскресного канона шестого гласа);
- «Из пламени росу преподобным источил еси, и праведного жертву водою попалил еси, вся бо твориши, Христе, токмо еже хотети. Тя превозносим во вся веки» (ирмос 8-й песни воскресного канона шестого гласа);
- «Отроки от пещи избавивый, быв человек, страждет яко смертный, и страстью смертное в нетленное облачит благолепие, Един благословен отцев Бог и препрославлен» (ирмос 7-й песни пасхального канона);
- «Телу златому премудрые дети не послужиша, и в пламень сами пойдоша, и боги их обругаша, и ороси я Ангел. Услышася бо уст ваших молитва» (ирмос 7-й песни канона из Последования ко святому Причащению, второго гласа).

В Великий пост, когда в соответствии с Триодью библейские песни читаются полностью, за богослужением можно услышать полный текст «Песни трёх отроков».
На вечерне Великой субботы, соединённой с литургией Василия Великого, история трёх отроков читается в качестве заключительной (пятнадцатой) паремии, а их песнь читается с припевами чтецом и молящимися (или хором от их лица).

### Почитание в Греции
В Греции Св. Три отрока в пещи огненной почитаются как святые покровители пожарных.
Среди церемоний, проводимых в день их памяти, отмечаемый 17 декабря, сайт Greek.ru называл торжественный приём в центральном Пожарном корпусе, а также службу торжественных молебнов в митрополиях центральных городов, посещаемых официальными лицами страны.

### Почитание в России
Тема трёх отроков в пещи огненной пользовалась на Руси особым вниманием. Она нашла отражение в частом повторе сюжета во фресковом цикле.
Н. С. Борисов отмечает, что любовь к этой теме в Древней Руси связана с аналогией, проводимой сознанием образованных людей того времени между вавилонским пленением иудеев и притеснением от царя Навуходоносора — с татаро-монгольским завоеванием Руси и притеснениями от ордынских ханов. «Поведение пророка Даниила и отроков Анании, Азарии и Мисаила в вавилонском плену стало образцом для русских правителей, оказавшихся в „ордынском плену“. Согласно Библии главными принципами этих святых мужей в чужеземном плену стали преданность вере — и добросовестное служение „поганому царю“ в качестве советников; мужество — и осторожная уклончивость, хитрость, дальновидность», каковыми принципами руководствовались и ездившие в Орду московские князья. Накануне смерти приняв постриг, князь Иван Калита даже выбрал имя одного из этих отроков — Анании.

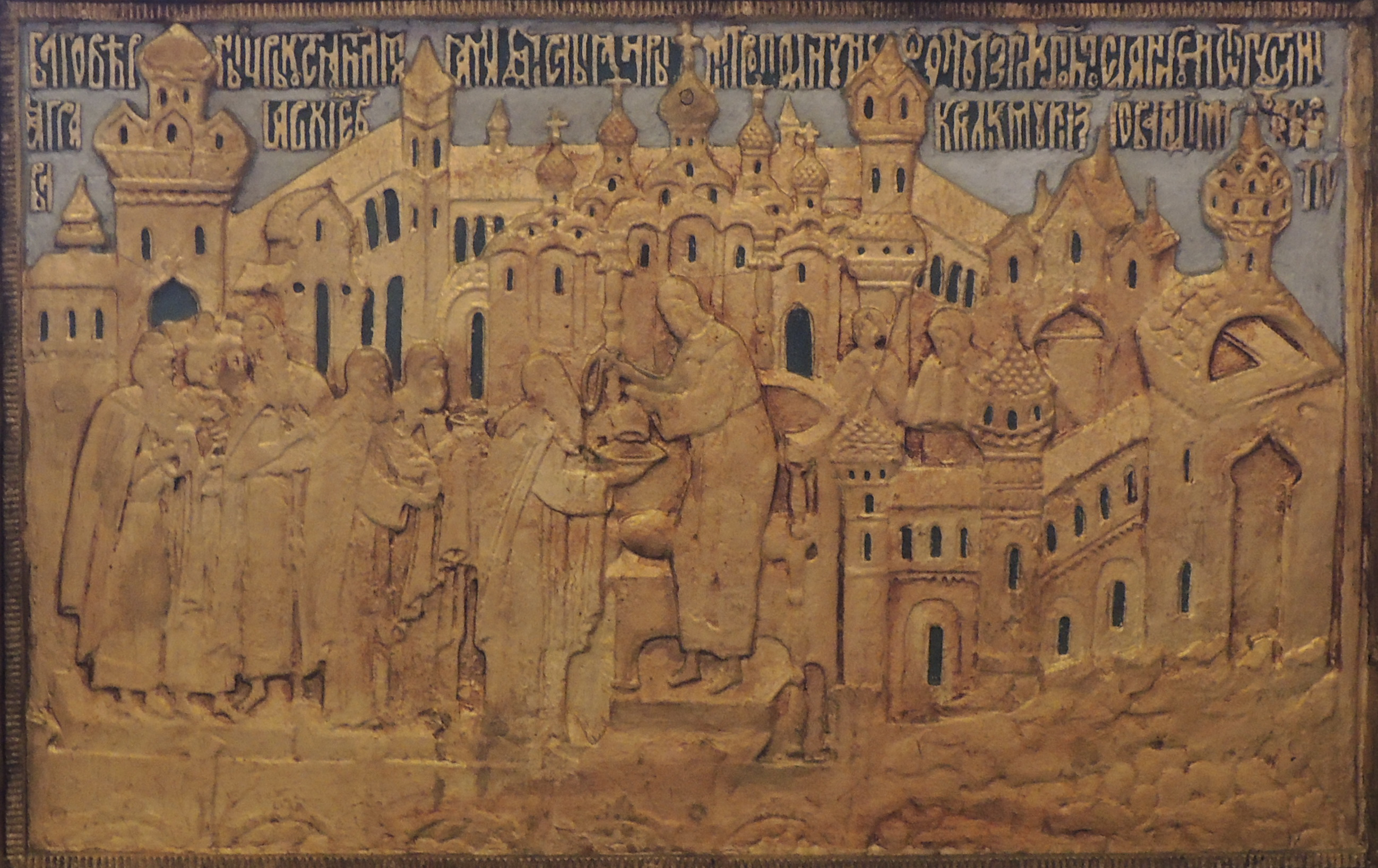
Константин Мономах
«даёт честныя дары» — царские регалии — для передачи князю Владимиру. Рельеф Мономахова трона

В русском апокрифе «Сказание о Вавилоне» (XIV—XV века) содержится сказание, связанное с отроками, а точнее, с их гробницей и воздвигнутой на ней церкви. Оно связано с распространённой в то время на Руси легендой, по которой власть московских государей получает свою верховную санкцию не от кого иного, как от царя Навуходоносора. Поскольку предание гласит, будто бы священные регалии царской власти, в том числе Шапка Мономаха, перешли к московским князьям от их предка, великого князя Владимира Мономаха, который в свою очередь получил их в дар от императора Константина Мономаха, данная легенда предлагает объяснение, откуда они появились на Византии.

После падения Навуходоносорова царства Вавилон запустел, сделался жилищем бесчисленных змей и снаружи был окружён одним огромным змеем, так что город стал недоступен. Тем не менее греческий царь Лев, «во св. крещении Василий», решил добыть сокровища, принадлежавшие некогда Навуходоносору. Собравши войско, Лев отправился к Вавилону и, не дошедши до него пятнадцать поприщ, остановился и послал в город трёх благочестивых мужей — грека, обежанина (абхазца) и русина. Путь был очень трудный: вокруг города на шестнадцать вёрст поросла трава великая, как волчец; было множество всяких гадов, змей, жаб, которые кучами, как сенные копны, поднимались вверх от земли, — они свистели и шипели, а от иных несло стужею, как зимой. Послы прошли благополучно к великому змею, который спал, и к стене города.
У стены была лестница с надписью на трёх языках — греческом, грузинском и русском, — гласившая, что по этой лестнице можно благополучно пробраться в город. Исполнивши это, послы среди Вавилона увидали церковь и, войдя в неё, на гробнице трёх святых отроков, Анании, Азарии и Мисаила, горевших некогда в пещи огненной, они нашли драгоценный кубок, наполненный миррой и Ливаном; они испили из кубка, стали веселы и на долгое время уснули; проснувшись, хотели взять кубок, но голос из гробницы запретил им это делать и велел идти в Навуходоносорову сокровищницу взять «знамение», то есть царские инсигнии.
В сокровищнице они среди других драгоценностей нашли два царских венца, при которых была грамота, где говорилось, что венцы сделаны Навуходоносором, царём вавилонским и всея вселенныя, для него самого и для его царицы, а теперь должны быть носимы царём Львом и его царицей; кроме того послы нашли в вавилонской казне «крабицу сердоликовую», в которой была «царская багряница, сиречь порфира, и шапка Мономаха, и скипетр царский». Взявши вещи, послы вернулись в церковь, поклонились гробнице трёх отроков, ещё выпили из кубка и на другой день пошли в обратный путь.
— В. С. Соловьёв. Византизм и Россия
Этой истории приписывается византийское происхождение, однако греческого текста её не найдено. В России же она была очень распространена в разнообразных редакциях.
Рассказ о чуде в пещи содержался в бытовавшем на Руси сборником «Физиолог», где он являлся, видимо, поздним прибавлением к рассказу о саламандре.

#### «Пещное действо»

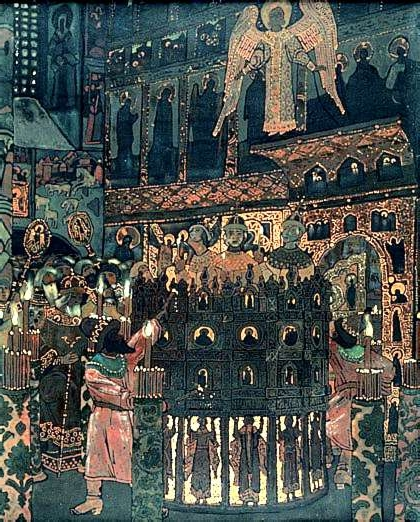
«Пещное действо». Картина Николая Рериха

«Пещное действо» — название древнего русского церковного чина (с элементами театрализованного представления, своего рода литургической драмы), совершавшегося в неделю Праотец (предпоследнее воскресение перед праздником Рождества Христова) или в Неделю святых отец (последнее воскресение перед праздником Рождества Христова) в XVI—XVII веках. Обычай пришёл на Русь из Византии. Его чин сохранился в книге Большой Потребник, глава 84, под названием: «Чи́н быва́емый в неде́лю святы́х пра́отец и́ли святы́х оте́ц пещна́го де́йства». В храме снималось большое паникадило, вместо которого подвешивалась фигура ангела. Вместо амвона посреди храма ставилась деревянная «пещь». Пятеро певчих изображали отроков и халдеев. Перед седьмой песней канона ряженые халдеи выводили из алтаря связанных отроков и учиняли им допрос, после чего ввергали их в печь. Под ней ставили горн с углями, а отроки в это время продолжали пение канона. В конце пения раздавались звуки грома, из-под сводов спускался ангел. Халдеи падали ниц, затем снимали свои наряды и стояли в молчании с поникшими головами, пока отроки же с ангелом трижды обходили печь.
В 1670-е годы Симеон Полоцкий написал пьесу «О Навуходоносоре царе, о теле злате и о триех отроцех, в пещи не сожжённых», которая тематически совпадает с чином Пещного действа, но в отличие от чина Пещного действа, не являлась литургическим чином. Обряд был запрещён в XVIII веке Петром I в связи с реформами Русской Православной Церкви. В начале XX века обряд был восстановлен композитором Александром Кастальским, в основу реконструкции легло прочтение старинных «крюковых» записей музыки.
Обряд имел не только назидательный, но и развлекательный характер, благодаря наличию ряженых. Русский зимний карнавал начинался тотчас по окончании храмового действа. Те лица, которые в этом действе играли роль халдеев и подпаливали «плаун-траву», выйдя за порог храма, зажигали на улицах святочные огни.
Сцена «Пещного действа» в Успенском соборе экранизирована Сергеем Эйзенштейном в кинофильме «Иван Грозный».

## ВАнгликанской церкви
Песнь трёх отроков (обычно называемая по первому латинскому слову лат. Benedicite) в соответствии с Книгой общих молитв 1662 года поётся на англиканской утрене. Согласно Тридцати девяти статей англиканского вероисповедания, текст этой песни является апокрифическим, то есть может использоваться для назидания в жизни и научения праведности, но не для построения вероучения.

## В искусстве

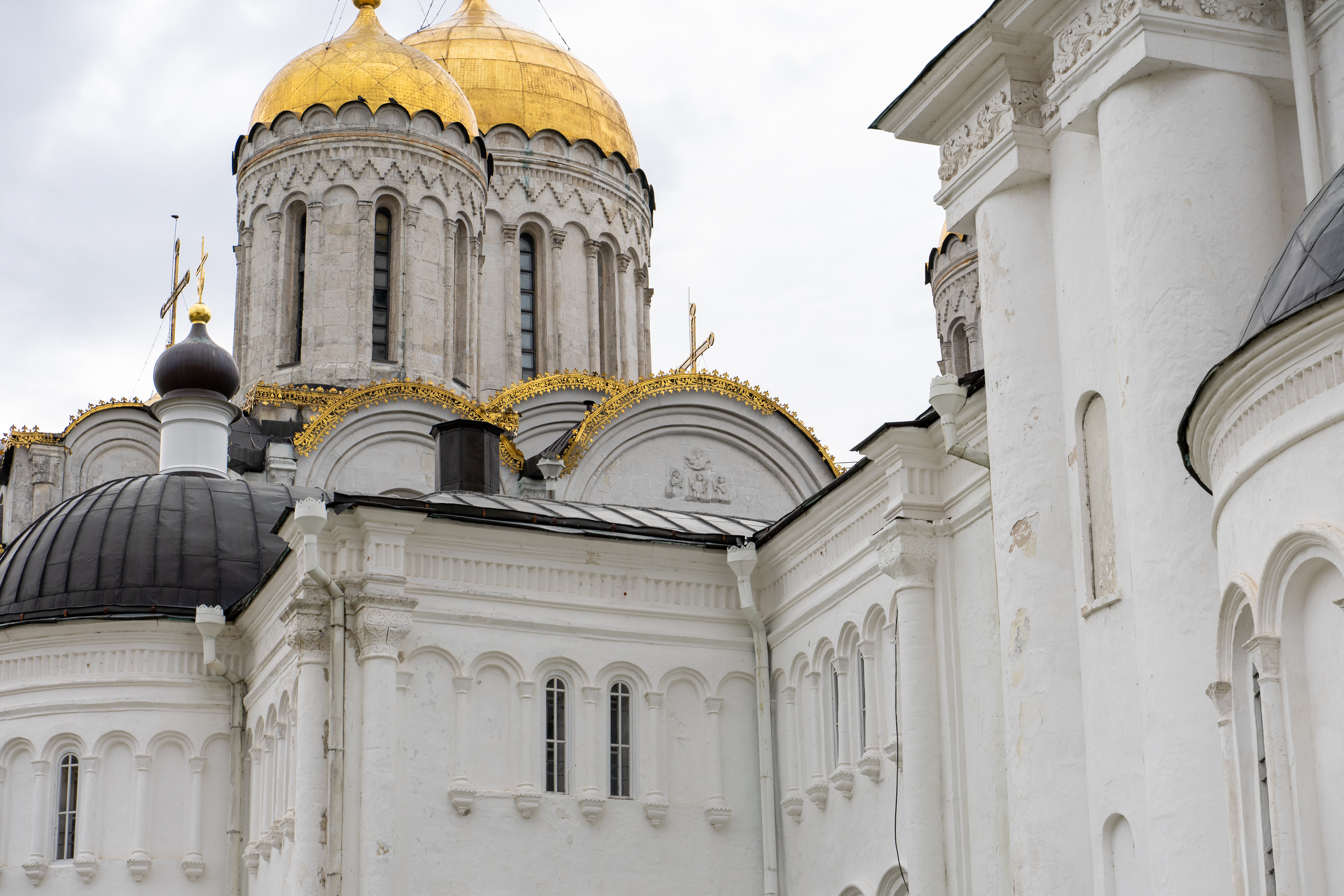
Рельефная композиция «Три отрока в пещи огненной» центральной закомары северного фасада Успенского собора

Уникальный церковный интерьер 1533 года амвон иконостас "Халдейская пещь" Софийского собора в Новгороде для проведения церковного чина «Пещное действо»   в настоящее время находится в коллекции в Русского Музея .  
«Отроцы благочестивые в пещи» — излюбленный сюжет христианской иконографии, известный уже с VII века. Этот мотив был частой темой фресковой живописи, см. например, роспись московского Благовещенского и Успенского соборов, а также иконописи. 
Знаменитым единственным уцелевшим является белокаменный рельеф относящийся ко времени Андрея Боголюбского на северном фасаде в закомаре среднего прясла Успенского собора во Владимире, в котором традиционное изображение Михаила архангела, покрывающего и защищающего отроков своими крыльями, заменено погрудным изображением Спаса, простершего над ними руки  .

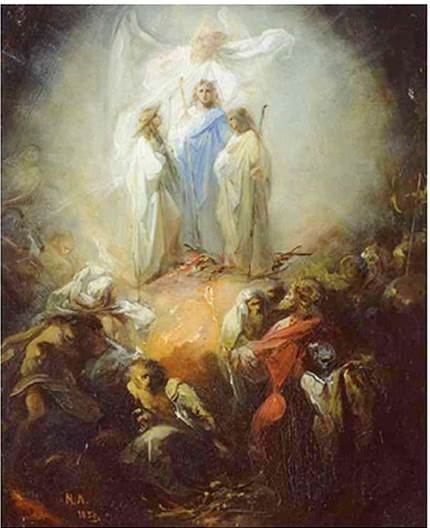
Три отрока в пещи огненной Н. П. Ломтев, 1858. Государственная Третьяковская Галерея.

Белокаменный рельеф резная икона «Три отрока в пещи огненной»  сбоку от Святославова креста, согласно реконструкции Николая Воронина и Георгия Вагнера  располагался на северном фасаде храма Георгиевского собора в  Юрьеве-Польском в левой закомаре, то есть вблизи жертвенника, благодаря чему оказываются связаны с культовыми действиями во время богослужения: именно в северной апсиде храма приготовляется так называемый агнец, над которым совершаются действия, символизирующие насильственную смерть Иисуса.

### В живописи Нового времени

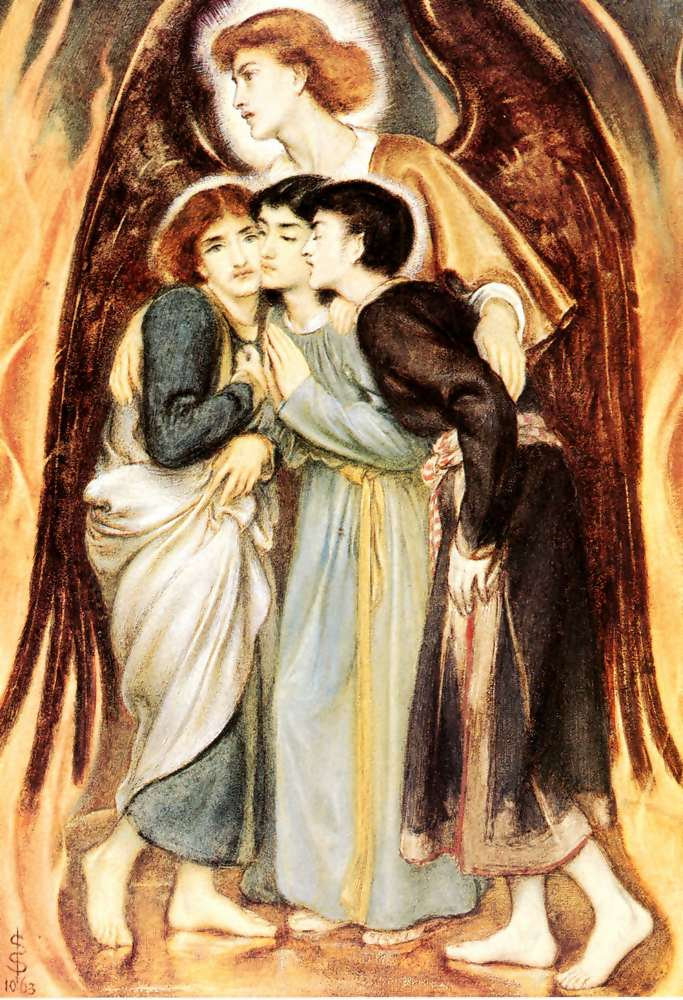
Картина Симеона Соломона

- Картина "Пещное действо" Николая Константиновича Рериха, 1905
- Картина Дж. Тёрнера.
- Картина Н. П. Ломтева, ГТГ.
- Картина Симеона Соломона в стиле прерафаэлитизма, 1863.

### В литературе
- «О Навходоносоре царе, о теле злате и о триех отроцех, в пещи не сожжённых» (1673—1674 гг.) — комедия Симеона Полоцкого, написанная для царя Алексея Михайловича и полностью посвящённая истории трёх отроков;
- «Shadrach in the Furnace» («Седрах в огне») — фантастический роман Роберта Сильверберга.
- Существовала поговорка — «ввержен в пещь огненную, яко три отрока»[31].

### В музыке
- Il Cantico De' Tre Fanciulli — оратория Йоханна Адольфа Хассе, (1734).
- The Burning Fiery Furnace — опера Бенджамина Бриттена.
- Песня Shadrach, Meshach, and Abednego Луи Армстронга.
- Песня Shadrach Луи Прима.
- Песня Shadrach группы Beastie Boys.
- Песня The Fourth Man in the Fire Джонни Кэша[32].
- Одна из сквозных тем музыки регги: песня Viceroys «Shadrach, Meshach and Abednigo», песня Twinkle Brothers «Never Get Burn», песня Abyssinians «Abendigo»[33], Bob Marley & the Wailers «Survival» и песня Steel Pulse «Blazing Fire» в альбоме «African Holocaust».